# 한국농촌건축학회
한국농촌건축학회는 농촌건축 관련 전문인력간에 상호협력과 공동연구를 통하여 한국농촌의 지역 특성을 고려한 농촌건축의 환경 및 지역시설의 정비및 향상을 도모함으로써 쾌적하고 특성화된 농촌거주환경 조성에 기여함을 목적으로 2005년 5월 10일 설립된 대한민국 농림수산식품부 소관의 사단법인이다. 사무실은 대전광역시 서구 도안북로 88 (도안동, 목원대학교 공과대학 건축학부 내)에 있다.

## 주요 사업
- 농촌건축환경 및 지역시설에 관한 조사, 연구 및 이에 관련한 사업
- 농촌건축의 지역적 특성화, 계획적인 발전에 대한 조사 및 연구
- 학회지, 논문집, 연구보고서 등 농촌건축 관련 도서의 발행
- 강연회, 강습회, 간담회, 견학회 등의 개최
- 기타 본회의 목적달성을 위하여 필요한 사업